# No Place for Disgrace
Albums de Flotsam and Jetsam
Doomsday for the Deceiver
(1986) When the Storm Comes down
(1990)
No Place For Disgrace est le deuxième album du groupe de thrash metal Flotsam and Jetsam sorti en 1988.
Une version réenregistrée de cet album sort en 2014 sous le nom de No Place for Disgrace 2014.

## Titres
| No  | Titre                                 | Musique                                              | Durée |
| --- | ------------------------------------- | ---------------------------------------------------- | ----- |
| 1.  | No Place For Disgrace                 | Jason Newsted, Gilbert, Smith, Knutson, Carlson      | 6:13  |
| 2.  | Dreams Of Death                       | Gilbert, Carlson, Knutson, KSmith                    | 5:39  |
| 3.  | N.E. Terror                           | Newsted, Carlson, Braverman, Knutson, Smith, Gilbert | 5:57  |
| 4.  | Escape From Within                    | Gilbert, Smith, Carlson, Knutson, Braverman, Spencer | 6:47  |
| 5.  | Saturday Night's Alright for Fighting | Elton John, Bernie Taupin                            | 3:52  |
| 6.  | Hard On You                           | Gilbert, Knutson, Smith, Carlson, Spencer            | 4:50  |
| 7.  | I Live You Die                        | Newsted, Gilbert, Smith, Carlson, Knutson            | 5:49  |
| 8.  | Misguided Fortune                     | Smith, Gregory, Gilbert, Carlson, Knutson            | 5:40  |
| 9.  | P.A.A.B.                              | Gilbert, Braverman, Carlson, Knutson, Smith          | 5:31  |
| 10. | The Jones                             | Gilbert, Carlson, Smith, Knutson                     | 4:06  |

## Crédits
- Kelly David-Smith : Batterie
- Edward Carlson : Guitares
- Eric A.K. : Chants
- Troy Gregory : Basse
- Michael Gilbert : Guitares